# Leanira quatrefagesi
Leanira quatrefagesi är en ringmaskart som beskrevs av Johan Gustaf Hjalmar Kinberg 1856. Leanira quatrefagesi ingår i släktet Leanira och familjen Sigalionidae.
Artens utbredningsområde är havet kring Nya Zeeland. Inga underarter finns listade i Catalogue of Life.